# Князевка (Аургазинський район)
Кня́зевка (рос. Князевка, башк. Князевка) — присілок у складі Аургазинського району Башкортостану, Росія. Входить до складу Батирівської сільської ради.
Населення — 28 осіб (2010; 31 в 2002).
Національний склад:
- чуваші — 94%